# Rasmus Heide
Rasmus Heide (født 16. januar 1979 i Ribe) er en dansk filminstruktør, manuskriptforfatter og producer der bl.a. har instrueret og skrevet filmene Blå Mænd i 2008, Julefrokosten i 2009 og Centervagt i 2021.

## Filmografi
- Mik Schacks hjemmeservice (2001), producer og klipper
- Blå Mænd (2008), instruktion og manuskript
- Julefrokosten (2009), instruktion og manuskript
- Alle for én (2011), instruktion
- Alle for to (2012), instruktion
- Alle for tre (2017), instruktion og manuskript
- Centervagt (2021), instruktion og manuskript
- Alle for fire (2022), instruktion og manuskript